# Kamień Koszyrski (stacja kolejowa)
Kamień Koszyrski (ukr. Камінь-Каширський, ros. Камень-Каширский) – stacja kolejowa w miejscowości Kamień Koszyrski, w rejonie koszyrskim, w obwodzie wołyńskim, na Ukrainie. Jest to stacja krańcowa linii.
Stacja powstała w 1916. Oprócz istniejącego obecnie połączenia z Kowlem torem o normalnym rozstawie szyn, była również stacją krańcową linii wąskotorowej z Janowa Poleskiego. Linia wąskotorowa obecnie nie istnieje (brak danych kiedy została ona zlikwidowana).